# هری بروس
هری بروس (انگلیسی: Harry Broos؛ ۲۵ مه ۱۸۹۸ – ۱۶ ژوئیه ۱۹۵۴ (aged 56)) ورزشکار دو و میدانی اهل پادشاهی هلند بود.
از باشگاه‌هایی که در آن بازی کرده‌است می‌توان به باشگاه فوتبال پی‌اس‌وی آیندهوون اشاره کرد.
وی در مسابقات کشوری و بین‌المللی در مجموع برندهٔ ۱ مدال برنز شده‌است.